# Vorotan (Goris)
Vorotan là một đô thị thuộc tỉnh Syunik, Armenia. Dân số ước tính năm 2011 là 308 người.